# Paul Samwell-Smith

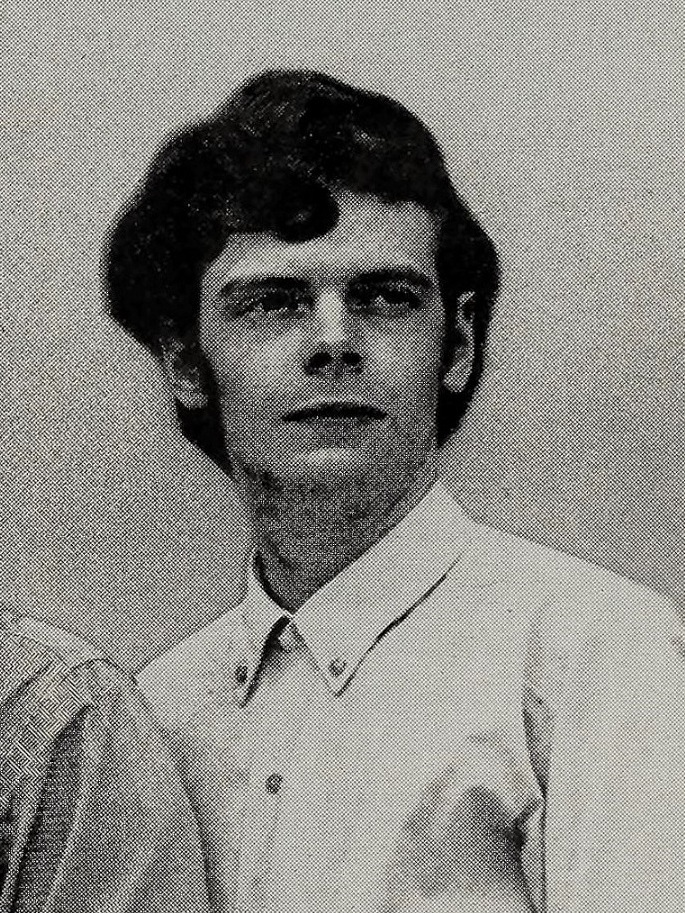
Paul Samwell-Smith 1965

Paul Samwell-Smith, född 8 maj 1943 i Richmond, Surrey, England, är en brittisk musiker, kompositör och musikproducent. Samwell-Smith är mest känd som basist i den brittiska rockgruppen The Yardbirds på 1960-talet. Han var med och bildade gruppen 1963. Han spelade med gruppen fram till juni 1966, det sista albumet han spelade på var Roger the Engineer. Samwell-Smith kom istället att ägna sig åt studioarbete som producent, först för sin gamla grupp The Yardbirds (bland annat albumet Little Games från 1967) och senare för bland andra Cat Stevens, Carly Simon, Paul Simon, Jethro Tull, Murray Head och Chris de Burgh.
På 1980-talet spelade han tillsammans med Chris Dreja och Jim McCarty i Box of Frogs som framförde Yardbirds-låtar. Han spelar dock inte i den nuvarande versionen av Yardbirds med Dreja och McCarty som enda originalmedlemmar. 
1992 valdes Samwell-Smith in i Rock and Roll Hall of Fame som en av medlemmarna i The Yardbirds.